# Las Meninas (María Agustina Sarmiento)
Las Meninas (María Agustina Sarmiento) és un oli sobre tela de 115 × 89 cm pintat per Pablo Picasso a Canes l'any 1957 i dipositat al Museu Picasso de Barcelona.

## Context històric i artístic
La menina era la donzella d'honor de la infanta. De fet, era un lusitanisme també usat pels patges. Originalment, el quadre de Diego Velázquez es deia La Família. En el catàleg del Museu del Prado elaborat per Pedro de Madrazo, l'any 1843, s'esmentava la pintura, per primera vegada, amb el títol de Las Meninas (en portuguès, Les Nenes). És un nom relativament modern, de l'època romàntica, que ha perdurat fins avui en dia.

## Descripció
Maria Agustina Sarmiento concentra l'atenció de Picasso en cinc olis. En aquest, presenta un retrat de la dameta de cos sencer. La lectura detallada que en fa l'artista ofereix una noieta decidida i servicial, elaborada amb una capacitat analítica i creativa extraordinària. La interpretació (totalment subjectiva) manté l'actitud de lleu inclinació per mostrar el respecte a l'hora de servir l'aliment a la infanta. El rostre de la dama-nena palesa la proliferació de les formes geomètriques. Les mans són expressives i grans, desproporcionades i n'accentuen l'acció.
El predomini de la cromàtica verda, plena de matisos, dona una gran bellesa plàstica a l'obra. Picasso no escatima detalls a l'hora de fer la descripció de la indumentària de la donzella, presumida com la seua mestressa. La roba, de bon patronatge i qualitat de textura, presenta el centelleig que li provoca el reflex de la llum. La nena té els cabells rogencs recollits amb un passador quadrangular de colors verd i blanc. Tot plegat accentua l'encís graciós de la dameta de la cort.
Fou donat per l'artista al Museu Picasso de Barcelona l'any 1968.